# Marin Le Roy de Gomberville
Marin Le Roy de Gomberville, né à Paris en 1600 et mort le 14 juin 1674 dans cette même ville, est un poète et écrivain français.

## Biographie
Fils d'un buvetier de la Chambre des comptes, il écrit à l'âge de quatorze ans un recueil de poésies, dont la qualité est aujourd'hui bien contestable. Peu après sa majorité, il signe une préface aux poésies de François Maynard ainsi que trois romans pastoraux, dont un resté inachevé. Une dizaine d'années plus tard, il entreprend son travail le plus ambitieux, un roman intitulé Polexandre (5 volumes, 1632-1637), où le héros erre à la recherche de la princesse Alcidiane à travers le Bénin, les îles Canaries, le Mexique et les Antilles. L'écrivain signe aussi des traductions de l'espagnol, collabore au Journal des Savants (à sa fondation, sous la direction de Denis de Sallo). Il est également l'auteur de deux autres romans, Cythérée (1640, 4 volumes ) et La Jeune Alcidiane (en 1651).
Grand ami de Robert Arnauld d'Andilly et de la famille Arnauld en général, il adopte tôt les idées de Port-Royal. Une de ses demeures de campagne se trouve d'ailleurs à proximité de l'abbaye de Port-Royal-des-Champs, dans le hameau dit "de Gomberville", sur la commune de Magny-les-Hameaux.
Admis parmi les premiers membres à l'Académie française au fauteuil n°21 avant le 13 mars 1634, il travaille au plan du Dictionnaire et à la rédaction des statuts. Il prononce le neuvième discours : Que lorsqu'un siècle a produit un excellent héros, il s'est trouvé des personnes capables de le louer. L'Académie se réunit plusieurs fois chez lui et il y soulève une vive discussion, qui se répercuta hors de l'Académie, en demandant à celle-ci de proscrire la conjonction car.
Devenu janséniste, il passe les vingt-cinq dernières années de sa vie dans une retraite pieuse et éloignée de l'Académie. Jean Chapelain a dit de lui qu'« il parlait très purement sa langue, et les romans qu'on a vus de lui en sont une preuve. »